# 小行星7808
小行星7808（7808 Bagould）是一颗绕太阳运转的小行星，为主小行星带小行星。该小行星于1976年4月19日发现。

## 轨道参数
小行星7808的轨道半长轴为383 164 735 km，2.5612616 UA，离心率为0.156。